# Эйлер, Карл Леонтьевич
Карл Леонтьевич Эйлер (1740—1790) — российский врач немецкого происхождения; доктор медицины.

## Биография
Карл Леонтьевич Эйлер родился в городе Санкт-Петербурге в 1740 году, второй сын академика Леонарда Эйлера. Вскоре затем переведен был родителями в Берлин, где получил первоначальное образование. Обнаружив уже в ранней молодости склонность к занятиям естественной историей, он в 1756 году совершил путешествие по Германии, а в 1760 году побывал в Бельгии.
В Университете Галле он закончил свое образование и защитил диссертацию на степень доктора медицины.
Вернувшись в 1762 году к родным, Эйлер некоторое время был врачом в Берлине, а в 1766 году вместе с отцом переехал в российскую столицу. Здесь Эйлер состоял придворным доктором императрицы Екатерины Второй и был назначен членом медицинской коллегии.
Подписанное его именем и увенчанное премией Парижской медицинской академии (1760) рассуждение «Meditationes in questionem utrum motus medius planetarum semper maneat aeque velog au successu temporis quampiam mutationem patiatur? et quaenam sit ejus causa?» многими признается принадлежащим перу его отца.
Карл Леонтьевич Эйлер скончался в 1790 году в родном городе.